# Асоціація інтервенційних кардіологів України
Асоціація інтервенційних кардіологів України – всеукраїнське громадське об'єднання, що працює над встановленням ефективного діалогу між членами організації та представниками влади з питань, які пов'язані з забезпеченням населення України ефективною та своєчасною спеціалізованою кардіологічною допомогою у вигляді перкутанних втручань, в першу чергу у хворих з гострим інфарктом міокарда, а також підтримує запровадження інноваційних методів лікування.
Асоціація інтервенційних кардіологів України була створена у вересні 2011 року.

## Діяльність в Україні
- Від самого початку заснування Асоціація стала афілійованим учасником європейської ініціативи Stent for Life і зараз є її повноцінним членом.
- Зусиллями Асоціації була організована робота Регіональних реперфузійних мереж[2] навколо РЦ і налагоджена ефективна робота Реєстру ПКВ[3]. На серпень 2017 року до Реєстру були внесені 43 клініки з 24 міст і заповнено 89 497 протоколів.
- Системна робота з підготовки спеціалізованих лікарів. 5 разів на рік проводяться курси тривалістю півтора місяця на базі ННЦ «Інститут кардіології ім. акад. М. Д. Стражеска» НАМН та Національної академії післядипломної освіти (НМАПО ім. Л. П. Шупика). За 10 років проведення курсів фахівцями стали понад 150 лікарів[4].

## Керівництво Асоціації
- Голова Асоціації — Юрій Соколов